# Leichtathletik-Weltmeisterschaften 2009/Teilnehmer (Island)
| Gelbes Symbol für Goldmedaillen mit stilisierten Olympischen Ringen | Graues Symbol für Silbermedaillen mit stilisierten Olympischen Ringen | Braundes Symbol für Bronzemedaillen mit stilisierten Olympischen Ringen |
| ------------------------------------------------------------------- | --------------------------------------------------------------------- | ----------------------------------------------------------------------- |
| —                                                                   | —                                                                     | —                                                                       |

Der isländische Leichtathletik-Verband stellte zwei Athleten bei den Leichtathletik-Weltmeisterschaften 2009 in Berlin.

## Ergebnisse

### Männer

#### Sprung/Wurf
| Athlet                | Disziplin  | Qualifikation | Qualifikation | Finale             | Finale             |
| Athlet                | Disziplin  | Weite/Höhe    | Platz         | Weite/Höhe         | Platz              |
| --------------------- | ---------- | ------------- | ------------- | ------------------ | ------------------ |
| Bergur Ingi Pétursson | Hammerwurf | 68,62 m       | 31            | nicht qualifiziert | nicht qualifiziert |

### Frauen

#### Sprung/Wurf
| Athletin           | Disziplin | Qualifikation | Qualifikation | Finale             | Finale             |
| Athletin           | Disziplin | Weite/Höhe    | Platz         | Weite/Höhe         | Platz              |
| ------------------ | --------- | ------------- | ------------- | ------------------ | ------------------ |
| Ásdís Hjálmsdóttir | Speerwurf | 55,86 m       | 23            | nicht qualifiziert | nicht qualifiziert |